# Gurupá
Gurupá is een gemeente in de Braziliaanse deelstaat Pará. De gemeente telt 31.788 inwoners (schatting 2022).

## Aangrenzende gemeenten
De gemeente grenst aan Melgaço en Porto de Moz.
Over het water van de rivier de Amazone grenst de gemeente aan Afuá, Almeirim, Breves, Mazagão (AP) en Vitória do Jari (AP).

## Geboren
- Waldez Góes (1961), gouverneur van Amapá[1]